# Birgi (fiume)
Il Birgi è un fiume della provincia di Trapani, che sfocia nel Canale di Sicilia tra Marsala e Trapani.

## Percorso
Il fiume nasce nel territorio del comune di Buseto Palizzolo con il nome di fiume Fittasi, attraversando il territorio del comune di Trapani e in piccola parte quello di Paceco. 
Nel suo corso verso valle riceve il torrente della Cuddia come affluente di sinistra; su questo, che presenta il maggior apporto idrico su base annuale, è stato costruito uno sbarramento allo scopo di creare un lago artificiale a scopo di riserva idrica. L'invaso creato ha poi preso il nome di Lago Rubino. Il lago artificiale Rubino ha una capacità utile di 11,5 milioni di metri cubi di acqua e le dimensioni di 1,57 km quadrati.
Più avanti il fiume accoglie un altro affluente, il torrente Chitarra. Prosegue cambiando il nome in fiume della Mercanzotto, poi fiume Chinisia e infine fiume Birgi. Il Birgi si sviluppa per circa 40 km e ha un bacino idrografico complessivo di 330 km².

### Nuovo alveo
La foce del corso naturale del fiume era nella frazione di Marausa.
Per la costruzione dell'aeroporto di Trapani-Birgi, nel 1961, si dovette spostare l'alveo del fiume due km più a sud, e fu costruito il canale artificiale in cui oggi scorre il tratto finale del fiume.
Il nuovo alveo finale del fiume Birgi con gli argini attuali fu costruito molto prima della costruzione dell'aeroporto di Birgi, lo stesso aeroporto è stato costruito alla fine degli anni 50 e gli argini forse prima del 1940. Il nuovo alveo di cemento si vede già nelle foto aeree militari del 1955.